# 195 Eurykleia
195 Eurykleia je veliki asteroid glavnog pojasa. Građen je od primitivnih karbonata, što ga čini vrlo tamnim.
Asteroid je 19. travnja 1879. iz Pule otkrio Johann Palisa i nazvao ga po Eurycleji, dojilji Odiseja u Homerovoj Odiseji.
… | 194 Prokne | 195 Eurykleia | 196 Philomela | …